# Эверард, Генри Бредон
Генри Бредон Эверард (англ. Henry Breedon Everard; 21 февраля 1897, Барнет — 7 августа 1980, Зимбабве) — британский политический и колониальный деятель, исполняющий обязанности президента Родезии (1975—1976, 1978, 1979).

## Биография
Окончил колледж Марлборо и Кембриджский университет.
В ходе Первой мировой войны он служил во Франции в составе стрелковой бригады, был ранен, окончил службу в звании капитана. С 1922 года работал инженером путей сообщения.
Во время Второй мировой войны активно участвовал в боевых действиях, дослужился до звания полковника, был захвачен в плен немцами. После освобождения работал в руководстве Британских железных дорог.
В 1953 году переехал в Южную Родезию и занял пост генерального директора Родезийских железных дорог, который занимал до ухода в отставку в 1959. Активно поддерживал партию «Родезийский фронт».
В 1975—1976, 1978 и в 1979 годах исполнял обязанности президента Родезии.